# Marta de los Riscos Alemany
Marta de los Riscos Alemany, conocida deportivamente como Marta de los Riscos (Barcelona, España, 22 de noviembre de 1999) es una jugadora española de fútbol sala. Juega de pívot y su equipo actual es La Boca te Lía Alcantarilla de la Primera división de fútbol sala femenino de España.

## Trayectoria
Estuvo jugando en el Eixample de la segunda división, hasta que en la temporada 2017-18 ficha por la AE Penya Esplugues equipo con el que debutó en la primera división y estuvo dos temporadas. En la temporada 2019-20 ficha por el Roldán FSF. En la temporada 2021-22 ficha por La Boca te Lía Alcantarilla de la segunda división, equipo con el que consiguió el ascenso a primera división.
La temporada 2022-23 con La Boca te Lía Alcantarilla, en primera división después del ascenso conseguido, acaba como máxima goleadora nacional de la categoría con 29 tantos en 30 partidos disputados.

## Selección nacional
Debutó en la selección nacional el 6 de mayo de 2018, en el torneo de Moscú contra la selección de Hungría marcando un gol en su debut. En noviembre de 2019 fue otra vez llamada por la selección para jugar unos partidos amistosos.

## Estadísticas

### Clubes
Actualizado al último partido jugado el 30 de junio de 2021.
| Club | Div.          | Temporada     | Liga  | Liga  | Liga       | Liga      | Copas nacionales(1) | Copas nacionales(1) | Copas nacionales(1) | Copas nacionales(1) | Torneos internacionales(2) | Torneos internacionales(2) | Torneos internacionales(2) | Torneos internacionales(2) | Total(3) | Total(3) | Total(3)   | Total(3)  |
| Club | Div.          | Temporada     | Part. | Goles | Amonestado | Expulsado | Part.               | Goles               | Amonestado          | Expulsado           | Part.                      | Goles                      | Amonestado                 | Expulsado                  | Part.    | Goles    | Amonestado | Expulsado |
| --- | ------------- | ------------- | ----- | ----- | ---------- | --------- | ------------------- | ------------------- | ------------------- | ------------------- | -------------------------- | -------------------------- | -------------------------- | -------------------------- | -------- | -------- | ---------- | --------- |
| Eixample · España |               |               |       |       |            |           |                     |                     |                     |                     |                            |                            |                            |                            |          |          |            |           |
| 2.ª |               |               |       |       |            |           |                     |                     |                     |                     |                            |                            |                            |                            |          |          |            |           |
| |               | -             | -     | -     | -          | -         | -                   | -                   | -                   | -                   | -                          | -                          |                            | -                          | -        | -        |            |           |
| Total club | Total club    | -             | -     | -     | -          | -         | -                   | -                   | -                   | -                   | -                          | -                          | -                          | -                          | -        | -        | -          |           |
| AE Penya Esplugues · España |               |               |       |       |            |           |                     |                     |                     |                     |                            |                            |                            |                            |          |          |            |           |
| 1.ª |               |               |       |       |            |           |                     |                     |                     |                     |                            |                            |                            |                            |          |          |            |           |
| 2017-18 | 30            | 13            | 3     | 0     | -          | -         | -                   | -                   | -                   | -                   | -                          | -                          | 30                         | 13                         | 3        | 0        |            |           |
| 2018-19 | 26            | 8             | 7     | 0     | 1          | 0         | 0                   | 0                   | -                   | -                   | -                          | -                          | 27                         | 8                          | 7        | 0        |            |           |
| Total club | Total club    | 56            | 21    | 10    | 0          | 1         | 0                   | 0                   | 0                   | -                   | -                          | -                          | -                          | 57                         | 21       | 10       | 0          |           |
| Roldán FSF · España |               |               |       |       |            |           |                     |                     |                     |                     |                            |                            |                            |                            |          |          |            |           |
| 1.ª |               |               |       |       |            |           |                     |                     |                     |                     |                            |                            |                            |                            |          |          |            |           |
| 2019-20 | 23            | 13            | 5     | 0     | 3          | 4         | 1                   | 0                   | -                   | -                   | -                          | -                          | 26                         | 17                         | 6        | 0        |            |           |
| 2020-21 | 23            | 6             | 3     | 0     | 2          | 1         | 0                   | 0                   | -                   | -                   | -                          | -                          | 25                         | 7                          | 3        | 0        |            |           |
| Total club | Total club    | 46            | 19    | 8     | 0          | 5         | 5                   | 1                   | 0                   | -                   | -                          | -                          | -                          | 11                         | 7        | 3        | 0          |           |
| La Boca Te Lia · España |               |               |       |       |            |           |                     |                     |                     |                     |                            |                            |                            |                            |          |          |            |           |
| 2.ª |               |               |       |       |            |           |                     |                     |                     |                     |                            |                            |                            |                            |          |          |            |           |
| 2021-22 |               | -             | -     | -     | -          | -         | -                   | -                   | -                   | -                   | -                          | -                          |                            | -                          | -        | -        |            |           |
| 1.ª |               |               |       |       |            |           |                     |                     |                     |                     |                            |                            |                            |                            |          |          |            |           |
| 2022-23 | 30            | 29            | 5     | 1     | 2          | 2         | 1                   | 0                   | -                   | -                   | -                          | -                          | 32                         | 31                         | 6        | 1        |            |           |
| Total club | Total club    | 30            | 29    | 5     | 1          | 2         | 2                   | 1                   | 0                   | -                   | -                          | -                          | -                          | 32                         | 31       | 6        | 1          |           |
| Total carrera | Total carrera | Total carrera | 132   | 69    | 23         | 1         | 8                   | 7                   | 2                   | 0                   | -                          | -                          | -                          | -                          | 140      | 76       | 25         | 1         |
| (1) Incluye datos de Copa / Supercopa. (2) Incluye datos de Campeonato de Europa de Clubes, Recopa y Copa Intercontinental. (3) No incluye datos de partidos amistosos. |               |               |       |       |            |           |                     |                     |                     |                     |                            |                            |                            |                            |          |          |            |           |